# Nakagawa Hidemasa
Pour les articles homonymes, voir Nakagawa (homonymie).
Nakagawa Hidemasa est un nom japonais traditionnel ; le nom de famille (ou le nom d'école), Nakagawa, précède donc le prénom (ou le nom d'artiste).
Nakagawa Hidemasa (中川 秀政, 1568-27 novembre 1592) est un commandant samouraï de l'époque Azuchi Momoyama. Il est le fils ainé de Nakagawa Kiyohide. Son jeune frère est Nakagawa Hidenari. Son épouse est Tsuruhime, fille d'Ōhōri Yasumochi.
Hidemasa et Kiyohide sont d'abord au service d'Oda Nobunaga puis à celui de Hashiba Hideyoshi après la mort de Nobunaga lors de l'incident du Honnō-ji en 1582.
En 1583, Hidemasa succède à son père comme chef de famille et à la tête de son domaine d'une valeur de 50 000 koku à Ibaraki dans la province de Settsu car Kiyohide est tué par Sakuma Morimasa à la bataille de Shizugatake. Hidemasa prend part à la bataille de Komaki et Nagakute en 1584 et à l'expédition de Shikoku en 1585. Hideyoshi le félicite et lui donne 65 000 koku de terres à Miki, province de Harima, à la place de son domaine qu'il a dirigé.
Hidemasa participe ensuite à l'expédition de Kyusyu en 1587 et au siège d'Odawara en 1590.
Il meurt en 1592 à l'âge de 25 ans à la bataille de Bunroku.

## Source de la traduction
- (en) Cet article est partiellement ou en totalité issu de l’article de Wikipédia en anglais intitulé « Nakagawa Hidemasa » (voir la liste des auteurs).